# NGC 1641
NGC 1641 (другое обозначение — ESO 84-SC24) — рассеянное скопление в созвездии Золотой Рыбы.
Этот объект входит в число перечисленных в оригинальной редакции «Нового общего каталога».
В 2006 году южнокорейские астрономы провели ПЗС-фотометрическое исследование NGC 1641 и NGC 2394. Возраст NGC 1641 составляет приблизительно 1 миллиард лет, металличность скопления близка к солнечной: [Fe/H] = 0,0 ± 0,2.